# Воронин, Пётр Николаевич
Пётр Николаевич Воронин (1913 — 1995) — советский деятель госбезопасности, генерал-лейтенант, начальник Войск правительственной связи КГБ СССР при Совете Министров СССР. Генерал-лейтенант войск связи (1964).

## Биография
Родился в 1913 году. С 1940 года на службе в органах госбезопасности, был инженером, старшим инженером 2-го Спецотдела НКВД СССР. С 1941 года начальник отделения Отдела Правительственной связи НКВД СССР.
С 1942 года заместитель начальника Отдела Правительственной связи НКВД СССР, с 1946 года — МВД СССР, с 1949 года — МГБ СССР. С 1949 года назначен начальником Отдела Правительственной связи МГБ СССР, с 1953 года Отдела «С» МВД СССР, с 1954 года Отдела «С» КГБ при Совете Министров СССР.
С 1959 года начальник Войск Правительственной связи КГБ при Совете Министров СССР. С 1969 года начальник Управления Правительственной связи и Войск Правительственной связи КГБ при Совете Министров СССР.
В 1973 году вышел в отставку. Умер в 1995 году в Москве.

## Награды
- Орден Октябрьской Революции;
- Три ордена Красного Знамени (10.06.1945, 4.01.1954, 30.10.1967);
- Три ордена Трудового Красного Знамени (7.05.1964, 31.08.1971, 25.03.1974);
- Ордена Отечественной войны 1-й (11.03.1985) и 2-й (22.08.1944) степеней;
- Два ордена Красной Звезды (21.02.1942, 24.11.1950);
- Орден «Знак Почёта» (25.12.1943);
- Медали СССР

Ведомственные знаки отличия:
- Знак Заслуженный работник НКВД СССР (24.11.1944).

## Специальные и воинские звания
- младший лейтенант государственной безопасности (11.10.1939)
- лейтенант государственной безопасности (11.09.1941)
- полковник (до 1949 г.)
- генерал-майор инженерно-технической службы (14.01.1956)
- генерал-лейтенант войск связи (9.12.1964)